# Pyotr Lushev
Pyotr Georgievich Lushev (em russo:  Пётр Гео́ргиевич Лу́шев, transl. Potr Geórgiyevich Lúshev; Poboyshche, 18 de outubro de 1923 - Moscou, 23 de março de 1997) foi um General do Exército soviético durante a Guerra Fria e o último Comandante Supremo das Forças Armadas Unificadas do Pacto de Varsóvia. Em seu aniversário de 1983, foi condecorado como Herói da União Soviética.

## Vida pregressa
Pyotr Georgievich Lushev nasceu em uma família camponesa na vila de Poboishche, no distrito de Emetsky, província de Arkhangelsk (atualmente distrito de Kholmogorsky, Oblast de Arkhangelsk), na Rússia. Alguns anos depois, sua família mudou-se para o assentamento da serraria Lenin (LDK nº 3), nos arredores de Arkhangelsk. Ele concluiu os estudos na Escola Secundária nº 95 em Arkhangelsk.

## Segunda Guerra Mundial
Logo após o início da Grande Guerra Patriótica, em agosto de 1941, Lushev foi convocado para o Exército Vermelho pelo comissariado militar do distrito de Pervomaisky, em Arkhangelsk. Concluiu os cursos para oficiais subalternos e, a partir de junho de 1942, passou a atuar no front. Lutou nas Frentes de Volkhov e Leningrado, servindo como comandante de um pelotão de fuzileiros no 1.º Batalhão do 61.º Regimento de Fuzileiros de Guardas, pertencente à 19.ª Divisão de Fuzileiros de Guardas. Destacou-se especialmente nos intensos combates da ofensiva de Sinyavino, onde foi ferido duas vezes. Como foi enviado ao hospital, não recebeu condecorações na época, sendo agraciado com a Ordem da Estrela Vermelha apenas em 1944.
Ainda em 1944, atuou como comandante de uma companhia de fuzileiros e ajudante do comandante do 389.º Regimento de Fuzileiros de Reserva da 36.ª Divisão de Fuzileiros de Reserva. Em 1945, tornou-se ajudante sênior de batalhão, função equivalente à de chefe do estado-maior de batalhão no exército moderno.
Participou da ofensiva de Sinyavino em 1942, durante a qual sofreu ferimentos leves na têmpora direita em julho e, em 30 de agosto, foi atingido por estilhaços de mina na coxa esquerda. Também esteve nas operações de Leningrado-Novgorod, na Operação Báltica e no cerco do Grupo de Exércitos Curlândia. Foi condecorado com a Ordem da Estrela Vermelha.
Em outubro de 1943, durante combates na Ucrânia, seu pai, o soldado raso Yegor Fyodorovich Lushev (1895–1943), morreu em ação.

## Guerra Fria
Após a guerra, em 1947, Pyotr Lushev concluiu os cursos de aperfeiçoamento para oficiais. Serviu como chefe do estado-maior e comandante de um batalhão de tanques. Tornou-se membro do Partido Comunista da União Soviética em 1951. Em 1954, formou-se na Academia Militar de Forças Blindadas de Stalin. A partir desse ano, comandou um regimento de tanques e atuou como vice-comandante de uma divisão blindada.
Em 1966, graduou-se na Academia Militar do Estado-Maior Geral. No mesmo ano, assumiu o comando da 44ª Divisão de Tanques de Treinamento.
Em maio de 1968, passou a comandar a 4.ª Divisão de Tanques de Guardas, no Distrito Militar de Moscou. A partir de junho de 1969, tornou-se primeiro vice-comandante do 3.º Exército de Armas Combinadas do Grupo de Forças Soviéticas na Alemanha e, em novembro de 1971, assumiu o comando do 1.º Exército de Tanques da Guarda, com sede em Dresden, na então Alemanha Oriental.
Em 1973, concluiu os cursos superiores da Academia Militar do Estado-Maior Geral das Forças Armadas da URSS. Em 30 de julho do mesmo ano, foi nomeado primeiro vice-comandante do Grupo de Forças Soviéticas na Alemanha. Em junho de 1975, assumiu o comando do Distrito Militar do Volga, sendo promovido a coronel-general em fevereiro de 1976. Em novembro de 1977, tornou-se comandante do Distrito Militar da Ásia Central e, em novembro de 1980, foi nomeado comandante do Distrito Militar de Moscou. No dia 2 de novembro de 1981, recebeu o título de General do Exército.
Em julho de 1985, assumiu o cargo de Comandante do Grupo de Forças Soviéticas na Alemanha.
A partir de junho de 1986, foi primeiro vice-ministro da Defesa da URSS. Em 24 de janeiro de 1989, tornou-se Comandante Supremo das Forças Armadas Unificadas dos países membros do Pacto de Varsóvia, sendo o último militar a ocupar essa posição. Em 26 de abril de 1991, passou a atuar como inspetor militar e conselheiro do Grupo de Inspetores-Gerais do Ministério da Defesa da URSS.

## Legado
Foi deputado do Soviete Supremo da URSS nas 10ª e 11ª legislaturas (1979–1989) e deputado do Povo da URSS entre 1989 e 1991. Também integrou o Comitê Central do Partido Comunista da União Soviética de 1981 a 1990.
A partir de janeiro de 1992, Lushev se aposentou. Viveu em Moscou até seu falecimento em 23 de março de 1997. Foi sepultado no Cemitério Novodevichy.
Em sua homenagem, uma placa memorial foi instalada em 2005 no prédio da Escola Secundária nº 95, em Arkhangelsk, onde estudou. Além disso, uma rua na cidade também recebeu seu nome.